# جون ميلز (لاعب كرة سلة)
جون ميلز (7 سبتمبر 1919 في الولايات المتحدة - 25 أغسطس 1995 في الولايات المتحدة) (بالإنجليزية: John Mills)‏ هو لاعب كرة سلة أمريكي في مركز الوسط. لعب مع Pittsburgh Ironmen ‏.

## وصلات خارجية
- جون ميلز على موقع إن بي أي (الإنجليزية)
- جون ميلز على موقع سبورتس رفرنس (الإنجليزية)
- جون ميلز على موقع ريلجم (الإنجليزية)
- جون ميلز على موقع بروبوليرز (الإنجليزية)
- جون ميلز على موقع سبورتس رفرنس (الإنجليزية)